# جون ريدلي ميتشيل
جون ريدلي ميتشيل هو محامي وقاضي وسياسي أمريكي، ولد في 26 سبتمبر 1877 في ليفينغستون في الولايات المتحدة، وتوفي في 26 فبراير 1962 في كروسفيل في الولايات المتحدة. نشط حزبياً في الحزب الديمقراطي. وقد انتخب عضو مجلس النواب الأمريكي ‏.